# Marché Plus

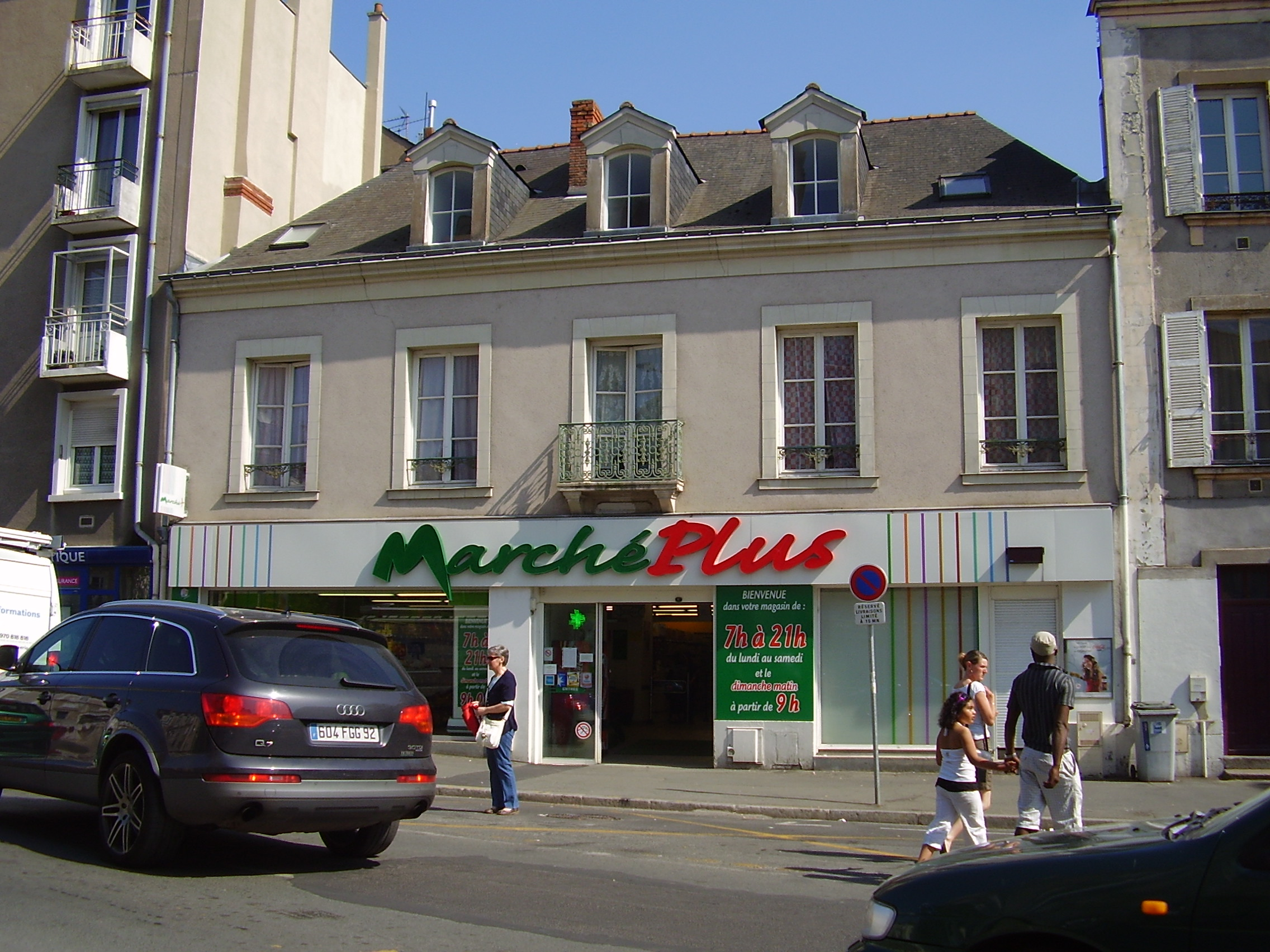
Un magasin du Marché Plus à Angers

Marché Plus est une ancienne enseigne française de supérettes de proximité. Elle appartient au groupe Carrefour, via Prodim, la branche proximité du groupe.

## Le concept de Marché Plus
L'enseigne est créée en 1986 avec un premier magasin au Mans par les Comptoirs modernes, qui cherchaient un concept urbain de proximité. Celui-ci fut initialement pensé pour des magasins d'une surface de 300 m².
En novembre 1998, les Comptoirs modernes sont absorbés par le Groupe Carrefour. L'enseigne Marché Plus continue à être développée par le Groupe Carrefour.
L'enseigne ouvre son 300e magasin le 13 octobre 2004 à Lille.
L'enseigne a pour vocation d'être présente dans les villes et les quartiers urbains afin de faire des courses plus rapides et plus faciles en ville.
À partir de 2009, à l'instar de la stratégie "multi-format mono-marque" développée par le groupe Carrefour, les magasins adoptent principalement l'enseigne Carrefour City, et dans certains cas Carrefour Express, Proxi ou 8 à Huit.

## Les magasins

### Implantations
Les magasins disposent d'une surface comprise entre 900 et 1400 m².

### Horaires
Les magasins sont ouverts du lundi au samedi de 7 h à 21 h, plus le dimanche matin (généralement de 9 h à 13 h). Dans la plupart des villes, ces magasins sont ceux qui ferment le plus tard, ce qui les dispose à recevoir une clientèle souhaitant effectuer des courses d'appoint.

### Produits MDD et Hiérarchie
Dans ces magasins on trouve les produits MDD (marque de distributeur) Grand Jury, Reflets de France, ainsi que la gamme produits n°1.
Pour la plupart franchisé(e)s à la tête de leur magasin , les gérant(e)s assurent les fonctions de gestion aidés suivant la taille du magasin par un ou plusieurs adjoint(e)s , une équipe composée ensuite d'employé(e)s principaux, d'employé(e)s libre-service et de caissier(e)s.

## Les Communications
L'offre commerciale reste commune à l'ensemble des enseignes FPC (distributions des produits Grand Jury et Reflets de France).

## Centrale d'achat
Les magasins sont approvisionnés par les centrales de Carrefour Proximité France (ex-Prodim), dont la principale se trouve dans le Parc d'activités de Courtabœuf aux Ulis.

### Légende
- FPC : Franchise Proximité Carrefour